# Singulari nos
Singulari nos è un'enciclica di papa Gregorio XVI, pubblicata il 25 giugno 1834.
Contrariamente all'impegno preso di seguire unicamente e senza riserve la dottrina della Chiesa ribadita da Gregorio XVI nell'enciclica Mirari vos del 15 agosto 1832, il Lamennais ha pubblicato un libretto in lingua francese, Paroles d'un croyant, nel quale tenta di demolire alcuni capisaldi del Cattolicesimo. Il Pontefice condanna decisamente le proposizioni del Lamennais, pur auspicando che ritorni sulla retta via.